# 东湖旅店
东湖旅店是一栋位于今中华人民共和国广东省惠州市惠城区的建筑物，建于1935年。该建筑最初为私人住宅，后在抗日战争时期被开辟为旅馆，并于1941年末至1942年初的“省港大营救”期间承担了主要接送站的任务；目前，该建筑是营救中国文化名人陈列馆的馆址。2020年12月31日，惠州市人民政府公布其入选第七批惠州市文物保护单位。2022年7月28日，广东省人民政府公布其升格为第十批广东省文物保护单位。

## 基本情况

### 地理位置
东湖旅店位处桥东东湖塘地块，临近当时的水东街商贸码头，具有浓厚的商业氛围。该等环境在“省港大营救”期间被认为是不会引人怀疑有文化界人士在该处栖身。

### 构造及设施
东湖旅店是一座青砖木混合结构洋楼，主体为三层楼，建成时建筑面积约为1,200平方（13,000平方英尺）。彼时，旅店内部有客房20余间，皆为欧式风格，整体布局高雅舒适。现时，旅店尚存有西院南、北房各5间及东西厢房各3间，此部分的占地面积为310平方（3,300平方英尺），建筑面积为700平方（7,500平方英尺）。

## 历史

### 1935年－1949年
1935年，原籍惠州的建筑商人翟雨亭举家由福建回迁，在桥东东湖塘一带购置一幅面积逾1000平方米的荒地，并在其上兴建一栋三层洋楼作为私家住宅。1938年10月，侵华日军攻陷惠州，将桥西、桥东一带的旅店几乎烧尽；在此情况下，时为当地商会理事长的翟氏与当地一些有钱人家一样，将幸免于难的自家洋楼辟为旅店，命名“东湖旅店”。
1941年12月8日，太平洋战争爆发，日军占领香港，聚集于当地宣传抗日的爱国民主人士及文化界人士亦因此成为日军的搜捕对象；由此，中国共产党中央委员会指示时任中共中央南方局书记周恩来及八路军香港办事处主任廖承志等人组织对上述人士的秘密营救工作。随后，中共惠阳县委组织部长卢伟如以“香港昌业公司”经理之身份承包旅馆二楼，用于秘密交通站。1942年2月14日，茅盾、叶以群、胡仲持、廖沫沙、韩幽桐等已被秘密转移回中国大陆的文化人士由惠阳沙坑出发前往惠州，并成为东湖旅店二楼被承包后的首批住客，随后在时机成熟时由旅馆出发，沿东江前往老隆，再转至后方。此后，又有四批抗日爱国民主人士、文化界人士及家属于之后的半年时间内先后被安顿至东湖旅店，并以同样方式转移至中国大陆。

### 1949年之后
中華人民共和國政府接管惠州后，东湖旅店曾被用作惠阳地区武装部的办公场所。2000年代，东湖旅店的产权被以数百万人民币的价格售予私人买家。之后，相关人士在不早于2009年8月对该旅店进行了修缮，并令其回归私人住宅用途。2012年，惠城区人民政府将其确定为不可移动文物。2014年11月，东湖旅店被辟为一间名为“水东院子”的休闲咖啡吧。
2017年2月28日，惠城区召开宣传思想文化工作会议，指出将抓好包含东湖旅店在内的多幢历史建筑的修缮工作。次月，惠城区人民政府以人民币750万元的价格收购了旅店的产权。2018年3月3日，上述咖啡吧于社交网络发布停业装修的公告，随后于当月25日正式宣布结业转让。
2019年1月30日，由东湖旅店改造而成的营救中国文化名人陈列馆正式向公众开放。2020年10月12日，东湖旅店成为广东省唯一通过“2020全国革命文物保护利用十佳案例宣传推介活动”初评的革命文物保护利用项目，并于12月11日以第一名的成绩通过终评；此外，该旅店又于当年10月13日入选“2020年度广东省文物古迹活化利用典型案例”。12月31日，东湖旅店入选第七批惠州市文物保护单位。2021年4月22日，其成为惠州市第一个市级“国家安全教育基地”。2022年7月28日，东湖旅店入选第十批广东省文物保护单位。

## 保护及利用

### “水东院子”时期的利用情况
“水东院子”是一间曾在东湖旅店内经营的咖啡吧，于2014年11月开幕，定位为文艺聚落。咖啡店位于建筑一楼，二楼则是包括琴行、摄影工作室、婚庆化妆间在内的创意平台，三楼为露天平台。

### 现时利用情况
现时的东湖旅店是营救中国文化名人陈列馆的馆址，于2019年1月30日上午10时正式向公众开放游览。

#### 展览
营救中国文化名人陈列馆的展览及陈列面积为700平方（7,500平方英尺），设营救之路、转移惠州、统战旗帜等三个展区。该馆透过文字、图片、雕塑、实物展示、多媒体演绎等多种方式呈现“省港大营救”的历史，当中又以实景再造、360度全息投影等手段展现邹韬奋、茅盾夫妇等知名人士在旅馆借宿期间的生活场景。
在陈列馆开馆前，惠城区有关部门于2018年12月4日至2019年1月30日期间开展了藏品征集活动。

#### 开放安排
一般安排
该馆现时于每星期二至日9时至17时向公众开放，逢非公众假期的星期一闭馆。该馆现时为免费开放场馆，但不提供停车场所，因此运营方建议参观者利用公共交通前往。
特别安排
2019冠状病毒病疫情期间，该馆于2020年1月24日起与其余市直文化、体育、宗教场所一同暂停开放。5月12日，该馆开始实施有限度开放措施，参观者需凭线上预约凭证及“粤康码”入馆，且任意时间点均只允许不超过20名参观者同时在馆。

## 关联艺术创作
2019年4月，惠城区文化广电旅游体育局局长巫志华在接受传媒采访时披露了以东湖旅店及“省港大营救”为背景的电视剧集制作计划，并指剧本已经初步完稿，计划于当年10月启动拍摄工作。
2020年9月9日，惠州广播电视台披露了同名广播剧集的单一来源采购公示。而在此之前，有关项目已于当年12月获得人民币2万元的惠州市2019年度文艺精品创作扶持资金。最终成型的作品是由陈雪的《粤港大营救》改编，并由当地作家牟国志、吴振尧编剧，并于2021年8月前在广东广播电视台、惠州广播电视台旗下的广播频率播放。
2021年6月，惠州市惠城区文化广电旅游体育局于北京与中国煤矿文工团签约，共同制作大型话剧《大营救》，计划于当年国庆假期前后在北京演出两场，及在惠州演出五场；此外，中国煤矿文工团亦将排演由当地文艺界人士出演的常态化演出版本“惠州版”。最终，该剧被重新命名为《东湖旅店》，并押后至2023年3月31日至4月1日在北京顺义大剧院首演两场，及于4月15至19日在惠州文化艺术中心演出五场，并邀请东江纵队后人现场观赏。本剧由马达、潘琨导演，主要演员则包含聂远、贾雨岚等。
2021年11月，惠州市惠城区文化广电旅游体育局的有关负责人在接受《惠州日报》采访时首次披露了同名电影的制作计划；此后，该电影于同年年底获得广东省电影局备案。该片将由惠州市惠影农村数字电影院线有限公司与广东星空传奇影视制作有限公司共同出品，并由后者负责摄制工作，其负责人王向力则担任导演。

## 行经公共交通
- 华侨中学[35]：1、3、14、24、53微巴

## 注解
1. ↑  该来源链接为见报文章原作者于负责该报道的摄影师的自媒体帐号重新发布的版本，内容与原始文章稍有差异。